# 55397 Hackman
55397 Hackman è un asteroide della fascia principale. Scoperto nel 2001, presenta un'orbita caratterizzata da un semiasse maggiore pari a 2,7182420 au e da un'eccentricità di 0,0776704, inclinata di 6,60310° rispetto all'eclittica.
L'asteroide è dedicato all'attore e scrittore statunitense Gene Hackman.